# Bestensee
Bestensee es un municipio situado en el distrito de Dahme-Bosque del Spree, en el estado federado de Brandeburgo (Alemania), a una altitud de 40 metros. Su población a finales de 2016 era de unos 7500 habs. y su densidad poblacional, 200 hab/km².